# Гроцингер, Кристина
Кристина Гроцингер (англ. Christina M. Grozinger; род. 1975) — американский энтомолог, исследовательница биологии и здоровья медоносных пчёл и других опылителей.
Доктор философии Гарварда (2001), заслуженный профессор Университета штата Пенсильвания, где трудится с 2008 года.
Отмечена NAS Prize in Food and Agriculture Sciences (2021).

## Биография
Окончила Университет Макгилла (бакалавр наук B.Sc., 1997) по кафедрам химии и биологии. Степень магистра наук M.Sc. получила в Гарварде в 1999 году, а в 2001 году получила там же степень доктора филос. Ph.D. (обе этих степени — по химии и химической биологии).
Как рассказывала сама К. Гроцингер, её интерес к пчёлам возник после того, как её брат занялся пчеловодством в качестве хобби.
К. Гроцингер занялась поиском места, где могла бы вести свои постдокторские исследования, связаные с медоносными пчёлами, и оказалась у Джина Робинсона, который, по собственным словам Гроцингер, оказал на неё большое влияние, и под руководством которого Гроцингер работала в 2001-2004 годах в Институте Бекмана передовой науки и технологии (Beckman Institute for Advanced Science and Technology) Иллинойсского университета в Урбане-Шампейне.
В 2004-2008 годах ассистент-профессор по геномам насекомых департамента энтомологии и генетики Университета штата Северная Каролина.
С 2008 года ассоциированный профессор, с 2013 года профессор кафедры энтомологии Института Гека Университета штата Пенсильвания.
С 2009 года также директор Исследовательского центра опылителей (Center for Pollinator Research).
В 2016 году совместно с другими учеными обнаружила, что у рабочих особей медоносных пчел материнские гены подавляют размножение, что способствует возможности ухаживать за чужим потомством, а отцовские — наоборот, побуждают откладывать больше яиц, конкурируя друг с другом, что отчасти подтверждает выдвинутую ранее «теорию альтруизма».
Труды по поведенческой экологии, химической экологии, физиологии, нейробиологии и геномике.
Публиковалась в частности в PNAS.
Отмечена NSF CAREER Award, PSU Harbaugh Faculty Scholars Award, James I. Hambleton Award от Eastern Apicultural Society of North America.